# Самир Абдель Азиз аль-Наджим
Сами́р А́бдель Ази́з аль-Наджи́м (1937 или 1938 г.р.) — иракский военный и политический деятель. Активист партии «Баас». И. о. министра нефти в правительстве Саддама Хусейна. Отвечал за оборону Восточного Багдада во время вторжения американских войск в Ирак.

## Биография
Самир Абдель Азиз родился в 1937 (по другим данным в 1938) году в Багдаде.
Самир Абдель Азиз в раннем возрасте вступил в набиравшую силу партию Баас. В 1956 году Самир вместе с Саддамом Хусейном и другими баасистами принял участие в неудачном покушении на премьер-министра страны Касема, во время которого он был ранен. Спустя несколько дней он был арестован и приговорён к пожизненному заключению, но после свержения Касема аль-Наджим в 1963 году вышел из тюрьмы.
После войны в Персидском заливе генерал Самир аль-Наджим стал начальником штаба иракской армии. Затем находился на дипломатической службе в Египте и России. В январе 2003 года Саддам Хусейн отправил министра нефти Амир Рашида Мухаммеда в отставку. И. О. министра стал Самир Абдель Азиз аль-Наджим. Это стало его первым и последним назначением на ответственный правительственный пост.
Во время вторжения сил антииракской коалиции в Ирак Самир Абдель Азиз был назначен главой регионального отделения партии Баас в восточном Багдаде. Он отвечал за оборону восточной части иракской коалиции. После падения Багдада Самир Абдель Азиз вместе с рядом высшего руководства страны скрылся. Американское командование включило его в список самых разыскиваемых иракцев, где он находился под № 42 (в виде четвёрки треф). Самир аль-Наджим был арестован курдами около Мосула и передан американским войскам 18 апреля 2003 года.
26 октября 2016 был приговорен к пожизненному лишению свободы с конфискацией всего имущества. Несмотря на приговор, в апреле 2023 Самир Абдель был освобожден.